# Stephen Huss
Stephen Huss (* 10. Dezember 1975 in Bendigo, Victoria) ist ein ehemaliger australischer Tennisspieler. Er feierte seine Erfolge ausschließlich im Doppel.

## Karriere
Huss spielte von 1996 bis 2000 College Tennis an der Auburn University und begann danach seine Profilaufbahn. Sein größter Erfolg war der Sieg in Wimbledon 2005 an der Seite von Wesley Moodie. Moodie und er waren die ersten Qualifikanten, die diesen Grand-Slam-Titel gewinnen konnten. Auf dem Weg zum Titel besiegten sie die drei topgesetzten Paarungen. Durch diesen Erfolg stieg er bis auf Rang 32 der Doppelweltrangliste. Seine beste Platzierung war ein 21. Rang, den er im Juni 2006 erreichte. Insgesamt erreichte er in seiner Karriere acht weitere Finals, von denen er drei gewann.
Huss trat 2011 nach den US Open vom Profitennis zurück.

## Privatleben
Seit Dezember 2009 ist er mit der Tennisspielerin Milagros Sequera verheiratet, mit der er zwei Kinder hat.

## Erfolge
| Legende (Anzahl der Siege)                       |
| Grand Slam (1)                                   |
| Tennis Masters Cup ATP World Tour Finals         |
| ATP Masters Series ATP World Tour Masters 1000   |
| ATP International Series Gold ATP World Tour 500 |
| ATP International Series ATP World Tour 250 (3)  |
| ATP Challenger Tour (18)                         |

| Titel nach Belag |
| Hartplatz (2)    |
| Sand (1)         |
| Rasen (1)        |

### Doppel

#### Turniersiege

##### ATP World Tour
| Nr. | Datum              | Turnier     | Belag         | Partner         | Finalgegner                  | Ergebnis             |
| --- | ------------------ | ----------- | ------------- | --------------- | ---------------------------- | -------------------- |
| 1.  | 14. April 2002     | Casablanca  | Sand          | Myles Wakefield | Martín García Luis Lobo      | 6:4, 6:2             |
| 2.  | 3. Juli 2005       | Wimbledon   | Rasen         | Wesley Moodie   | Bob Bryan Mike Bryan         | 7:64, 6:3, 6:72, 6:3 |
| 3.  | 28. September 2008 | Peking      | Hartplatz     | Ross Hutchins   | Ashley Fisher Bobby Reynolds | 7:5, 6:4             |
| 4.  | 31. Oktober 2010   | Montpellier | Hartplatz (i) | Ross Hutchins   | Marc López Eduardo Schwank   | 6:2, 4:6, [10:7]     |

##### ATP Challenger Tour
| Nr. | Datum              | Turnier         | Belag         | Partner          | Finalgegner                          | Ergebnis          |
| --- | ------------------ | --------------- | ------------- | ---------------- | ------------------------------------ | ----------------- |
| 1.  | 17. März 2001      | Perth           | Hartplatz     | Lee Pearson      | Jordan Kerr Grant Silcock            | 6:3, 4:6, 7:61    |
| 2.  | 28. Juli 2001      | Tampere         | Sand          | Lee Pearson      | Tuomas Ketola Jarkko Nieminen        | 7:5, 6:75, 6:4    |
| 3.  | 10. November 2001  | Tyler           | Hartplatz     | Paul Rosner      | Mardy Fish Jeff Morrison             | 6:4, 6:2          |
| 4.  | 2. Februar 2002    | Brest           | Hartplatz (i) | Ben Ellwood      | Jonathan Erlich Andy Ram             | 6:1, 6:4          |
| 5.  | 9. Februar 2002    | Breslau         | Hartplatz (i) | Ben Ellwood      | Aleksandar Kitinov Johan Landsberg   | 6:73, 7:5, 7:66   |
| 6.  | 2. November 2002   | Nottingham      | Hartplatz (i) | Ashley Fisher    | Scott Humphries Mark Merklein        | 6:3, 7:65         |
| 7.  | 3. Mai 2003        | Aix-en-Provence | Sand          | Myles Wakefield  | Todd Perry Thomas Shimada            | 6:1, 7:5          |
| 8.  | 17. Mai 2003       | Košice          | Sand          | Myles Wakefield  | Álex López Morón Andrés Schneiter    | 6:4, 6:3          |
| 9.  | 8. November 2003   | Eckental        | Hartplatz (i) | Robert Lindstedt | Lars Burgsmüller Andreas Tattermusch | kampflos          |
| 10. | 3. Januar 2004     | Nouméa (1)      | Hartplatz     | Ashley Fisher    | Luke Bourgeois Vince Mellino         | 3:6, 6:4, 6:4     |
| 11. | 8. Januar 2005     | Nouméa (2)      | Hartplatz     | Wesley Moodie    | Jérôme Golmard Harel Levy            | 6:3, 6:0          |
| 12. | 20. Mai 2005       | Budapest        | Sand          | Johan Landsberg  | Amir Hadad Harel Levy                | 7:64, 6:1         |
| 13. | 22. Oktober 2005   | Kolding         | Hartplatz (i) | Johan Landsberg  | Frederik Nielsen Rasmus Nørby        | 1:6, 7:64, [10:8] |
| 14. | 13. September 2007 | Kuala Lumpur    | Hartplatz     | Wesley Moodie    | Rohan Bopanna Aisam-ul-Haq Qureshi   | 7:610, 6:3        |
| 15. | 13. September 2008 | Tulsa           | Hartplatz     | Ashley Fisher    | Bobby Reynolds Rajeev Ram            | 7:64, 6:3         |
| 16. | 17. April 2010     | Baton Rouge     | Hartplatz     | Joseph Sirianni  | Chris Guccione Frank Moser           | 1:6, 6:2, [13:11] |
| 17. | 23. April 2010     | Tallahassee     | Hartplatz     | Joseph Sirianni  | Robert Kendrick Bobby Reynolds       | 6:2, 6:4          |
| 18. | 30. April 2011     | Sarasota        | Sand          | Ashley Fisher    | Alex Bogomolow Alex Kuznetsov        | 6:3, 6:4          |

#### Finalteilnahmen
| Nr. | Datum            | Turnier      | Belag       | Partner         | Finalgegner                       | Ergebnis          |
| --- | ---------------- | ------------ | ----------- | --------------- | --------------------------------- | ----------------- |
| 1.  | 30. Oktober 2005 | Basel        | Teppich (i) | Wesley Moodie   | Agustín Calleri Fernando González | 5:7, 5:7          |
| 2.  | 4. Februar 2007  | Delray Beach | Hartplatz   | James Auckland  | Hugo Armando Xavier Malisse       | 3:6, 7:64, [5:10] |
| 3.  | 7. Oktober 2007  | Tokio        | Hartplatz   | Frank Dancevic  | Jordan Kerr Robert Lindstedt      | 4:6, 4:6          |
| 4.  | 6. Oktober 2008  | Moskau       | Teppich (i) | Ross Hutchins   | Serhij Stachowskyj Potito Starace | 6:74, 6:2, [6:10] |
| 5.  | 20. Oktober 2008 | Lyon         | Teppich (i) | Ross Hutchins   | Michaël Llodra Andy Ram           | 3:6, 7:5, [8:10]  |
| 6.  | 25. März 2009    | Miami        | Hartplatz   | Ashley Fisher   | Maks Mirny Andy Ram               | 7:64, 2:6, [6:10] |
| 7.  | 11. April 2010   | Houston      | Sand        | Wesley Moodie   | Bob Bryan Mike Bryan              | 3:6, 5:7          |
| 8.  | 15. Januar 2011  | Auckland     | Hartplatz   | Johan Brunström | Marcel Granollers Tommy Robredo   | 4:6, 6:76         |